# Saison 1974-1975 de l'Élan sportif chalonnais
Saison 1974-1975 de l'Élan chalon en Nationale 4, avec une première place.

## Effectifs
| Nationalité | Joueur                 | Taille |
| ----------- | ---------------------- | ------ |
|             | Roland Blondel         | 1,81 m |
|             | Dominique Juillot      | 1,78 m |
|             | Alain Gallet           | 1,79 m |
|             | Jean-Claude Berthoud   | 1,79 m |
|             | Jean-François Chaumard | 1,80 m |
|             | Michel Monnier         | 1,88 m |
|             | Yves Duvernois         | 1,91 m |
|             | Georges Nigaud         | 1,96 m |
|             | Gérard Baroche         | 1,82 m |
|             | Patrick Demont         | 1,84 m |
|             | Waldemar Kozak         | 2,02 m |
|             | Stephan Szczecinski    | 1,84 m |

- Entraineur :  Stephan Szczecinski

## Matchs

### Championnat
Les équipes que rencontre Chalon sont : FC Gueugnon, Jeunes de Charnay-Mâcon, PTT Clermont, Grappe Chavignol, AL Fontgieve, AL Aubière, Le Pontet-Riorges, CS Autun, AL Charlieu, Stade Montluçon et PL Cote Quart Unieux.

#### Matchs aller
- Chalon-sur-Saône / PTT Clermont : 74-53[2]
- Chalon-sur-Saône / FC Gueugnon : 89-68[3]
- Jeunes de Charnay-Mâcon / Chalon-sur-Saône : 73-85[4]
- Chalon-sur-Saône / AL Fontgieve : 109-53[5]
- CS Autun / Chalon-sur-Saône : 54-66[6]
- Chalon-sur-Saône / Grappe Chavignol : 89-69[7]
- Chalon-sur-Saône / AL Charlieu : 90-82[8]
- Le Pontet-Riorges / Chalon-sur-Saône : 61-84[9]
- Chalon-sur-Saône / AL Aubière : 123-63[10]
- Chalon-sur-Saône / PL Cote Quart Unieux : 100-67[11]
- Stade Montluçon / Chalon-sur-Saône : 65-98[12]

#### Matchs retour
- Chalon-sur-Saône / PTT Clermont : 104-68[13]
- FC Gueugnon / Chalon-sur-Saône : 79-86[14]
- Chalon-sur-Saône / Jeunes de Charnay-Mâcon : 113-86
- AL Fontgieve / Chalon-sur-Saône : 44-82
- Chalon-sur-Saône / CS Autun : 91-77[15]
- Grappe Chavignol / Chalon-sur-Saône : 68-79[16]
- AL Charlieu / Chalon-sur-Saône : 86-84[17]
- Chalon-sur-Saône / Le Pontet-Riorges : 109-58[18]
- AL Aubière / Chalon-sur-Saône : 61-95[19]
- PL Cote Quart Unieux / Chalon-sur-Saône : 79-110[20]
- Chalon-sur-Saône / Stade Montluçon : 107-52[21]

Extrait du classement de Nationale 4 (Poule G) 1974-1975